# Usciere
Usciere (ital.), auch Huissier (franz.) oder Hussiers ist ein alter Schiffstyp im Mittelmeer vor allem zur Zeit der Kreuzzüge. Das nach dem Vorbild altrömischer Pferdetransportschiffe geräumig und breit gebaute Schiff wurde mit zwei Lateinsegeln an zwei Masten besegelt. Die etwa 40 m langen und etwa 15 m breiten Schiffe wurden meist als Zweidecker gebaut und vor allem als Tier- bzw. Langholztransporter verwendet. Ähnlich wie heutige Roll-on/Roll-off-Schiffe verfügten die Usciere’s/Hussiers am Heck und an den Schiffsseiten über verschließbare Öffnungen im Schiffsrumpf, die das Ein- und Ausladen der Tiere bzw. des Langholzes gewährleisteten. Zuerst musste das unterste Deck beladen und die Öffnungen von außen wasserfest verschlossen werden, da diese im beladenen Zustand und bei Seegang unter der Wasseroberfläche lagen.
Als reiner Pferdetransporter konnten die Schiffe bis zu 100 Pferde aufnehmen. Oftmals wurden jedoch auf nur einem Deck Pferde transportiert. Das andere Deck wurde für den Transport von Wagen oder im Kriegsfall von Militärgerät verwendet. Die sizilianische Variante der Usciere führten zusätzlich einen Landungssteg mit. Beim Transport der Kreuzritter zum Krieg im Heiligen Land konnten die Usciere’s bis zu 40 Ritter mit Pferden, Gefolgschaft und Ausrüstung aufnehmen.